# A szociális identitás elmélete
A szociális identitás elmélete Henri Tajfel és John Turner nevéhez fűződik, az 1970–80-as években keletkezett. Eszerint az emberek arra irányuló motivációja, hogy csoporttagságuk alapján pozitív önértékelésre tegyenek szert, a saját csoport javára történő torzítás egyik fontos oka. A saját csoport preferálása a külső csoporttal szemben kifejezi a saját csoport iránti megbecsülést, s ezzel hozzájárul, hogy pozitív érzéseink legyenek önmagunkkal kapcsolatban. Az elmélet alapját képezi továbbá az az elképzelés, hogy amilyen mértékben igyekszünk pozitívan látni önmagunkat, ugyanolyan mértékben szeretnénk, hogy társas identitásunk is pozitív legyen.